# Virgilio (nome)
Virgilio  è un nome proprio di persona italiano maschile.

## Varianti
- Maschili
  - Alterati: Vergilio, Vergiglio
- Femminili: Virgilia

### Varianti in altre lingue
- Albanese: Virgjil, Virgjili
- Aragonese: Virchilio
- Azero: Vergili
- Asturiano: Virxiliu
- Basco: Virgilio
- Bielorusso: Вергілій (Verhilij)
- Bosniaco: Vergilije
- Bulgaro: Вергилий (Vergilij)
- Catalano: Virgili
- Ceco: Virgil
- Corso: Virgiliu
- Croato: Vergilije
- Danese Vergil
- Estremegno: Vergíliu
- Francese: Virgile
- Frisone: Fergilius, Firgilius
- Friulano: Virgili
- Galiziano: Virxilio
- Gallese Fferyll, Fyrsil
- Greco: Βιργίλιος (Virgílios)
- Inglese: Virgil, Vergil[1]
- Irlandese: Feargal, Fearghal, Fearghall, Feirgil, Fergal, Ferghal, Veirgil
- Islandese: Virgill
- Lettone: Vergilijs
- Lituano: Vergilijus
- Macedone: Вергилиј (Vergilij)
- Nederlandese: Vergiel, Vergilius, Virgiel, Virgilius
- Norvegese: Vergil
- Polacco: Wergiliusz, Wirgiliusz
- Portoghese: Virgílio
- Rumeno: Vergiliu, Virgiliu
- Russo: Вергилий (Vergilij)
- Sardo: Virgiliu
- Serbo: Вергилије (Vergilije)
- Siciliano: Virgiliu
- Slovacco: Vergílius
- Sloveno: Vergilij
- Spagnolo: Virgilio
- Tedesco: Vergil
- Ucraino: Вергілій (Verhilij)
- Ungherese: Virgil

## Origine e diffusione
Dal gentilizio latino Vergilius o, verso la fine dell'Impero, Virgilius, nome di probabile origine etrusca ma di significato ignoto. Secondo alcune fonti la gens Vergilia deriverebbe il suo nome dalla costellazione delle Pleiadi, conosciute presso i Romani come Vergiliae: le Pleiadi, in epoca antica, erano un punto di riferimento per i marinai durante i loro viaggi notturni.
Diversi ipotesi, ad ogni modo, sono state formulate riguardo all'etimologia di Virgilio, spesso ricorrendo ad assonanze fonetiche con termini latini (es. virga, cioè "verga", "ramoscello") o a paretimologie di natura folcloristica: a questo proposito, si è pensato che Virgilio possa derivare dalla crasi dei termini vir ("uomo") e lilium ("giglio"), ad indicare "un uomo puro come il giglio".
Storicamente, la diffusione del nome Virgilio è legata strettamente alla figura di Publio Virgilio Marone, uno dei più celebri poeti e filosofi del mondo latino - Dante Alighieri lo ricorda come il sommo poeta nella sua Divina Commedia.

## Onomastico
L'onomastico si festeggia il 27 novembre in onore di San Virgilio.

## Santi
- San Virgilio di Arles
- San Virgilio di Salisburgo

## Persone
- Publio Virgilio Marone, poeta e filosofo latino
- Virgilio di Salisburgo, astronomo e vescovo
- Virgilio Chiesa, storico e insegnante
- Virgilio Fossati, calciatore
- Virgilio Giotti, poeta dialettale triestino
- Virgilio Lilli, giornalista, pittore e scrittore
- Virgilio Maroso, calciatore
- Virgilio Melchiorre, filosofo e docente universitario